# Educação no Reino Unido
A Educação no Reino Unido é uma sistema descentralizado, com cada um dos países do Reino Unido tendo um sistema diferente, gerenciado pelo governo local.
Para o sistema educacional de cada país, veja:
- Sistema Educacional da Inglaterra
- Sistema Educacional da Irlanda do Norte
- Sistema Educacional da Escócia
- Sistema Educacional do País de Gales